# 夏朗德省
夏朗德省（法語：Charente，法語：[ʃaʁɑ̃t] ⓘ）是法國新阿基坦大区所轄的省份。該省編號為16。

## 歷史
夏朗德省是於法國大革命期間，於1790年3月4日成立，為原來83個省份之一。

## 經濟
以釀造葡萄酒而聞名，其中以干邑最為聞名。

## 旅遊

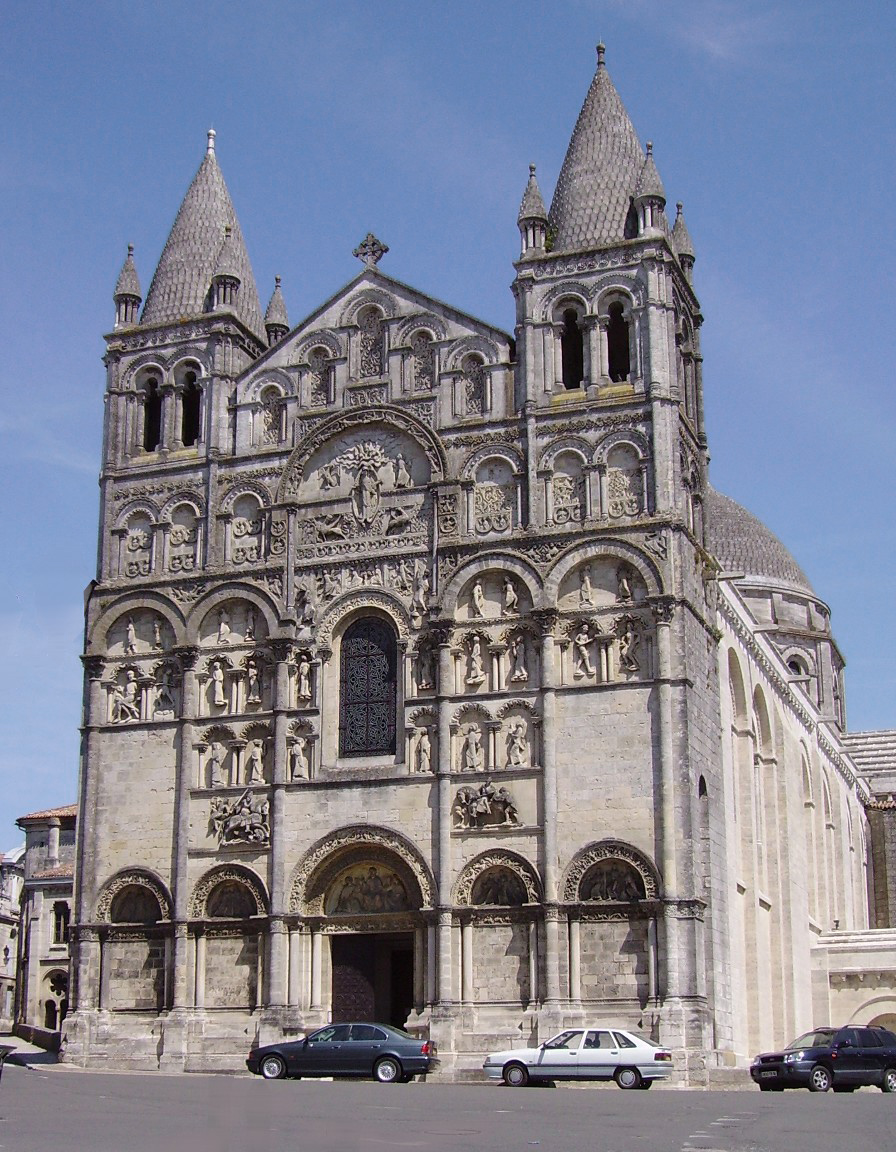
昂古萊姆主教座堂
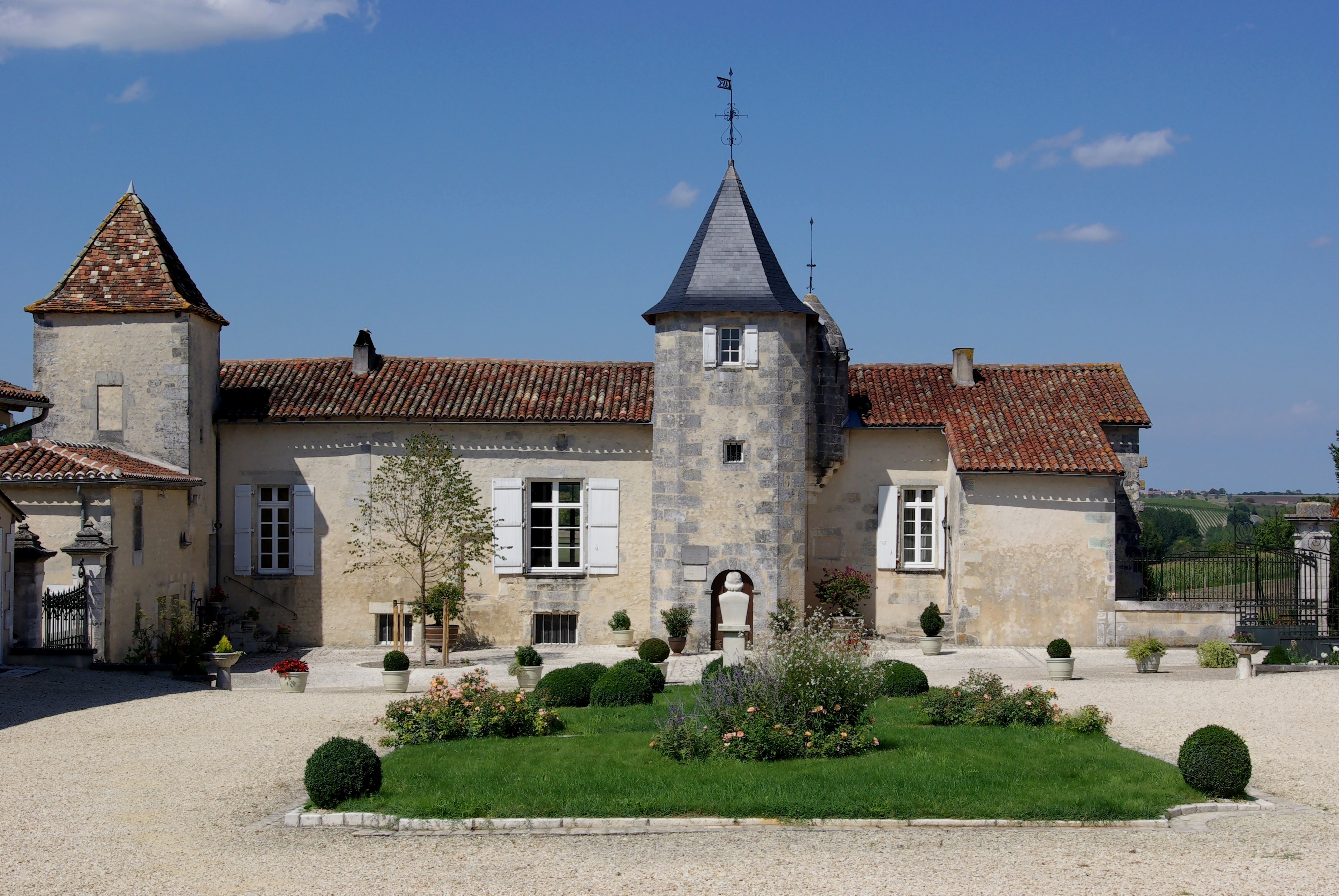
香槟维尼
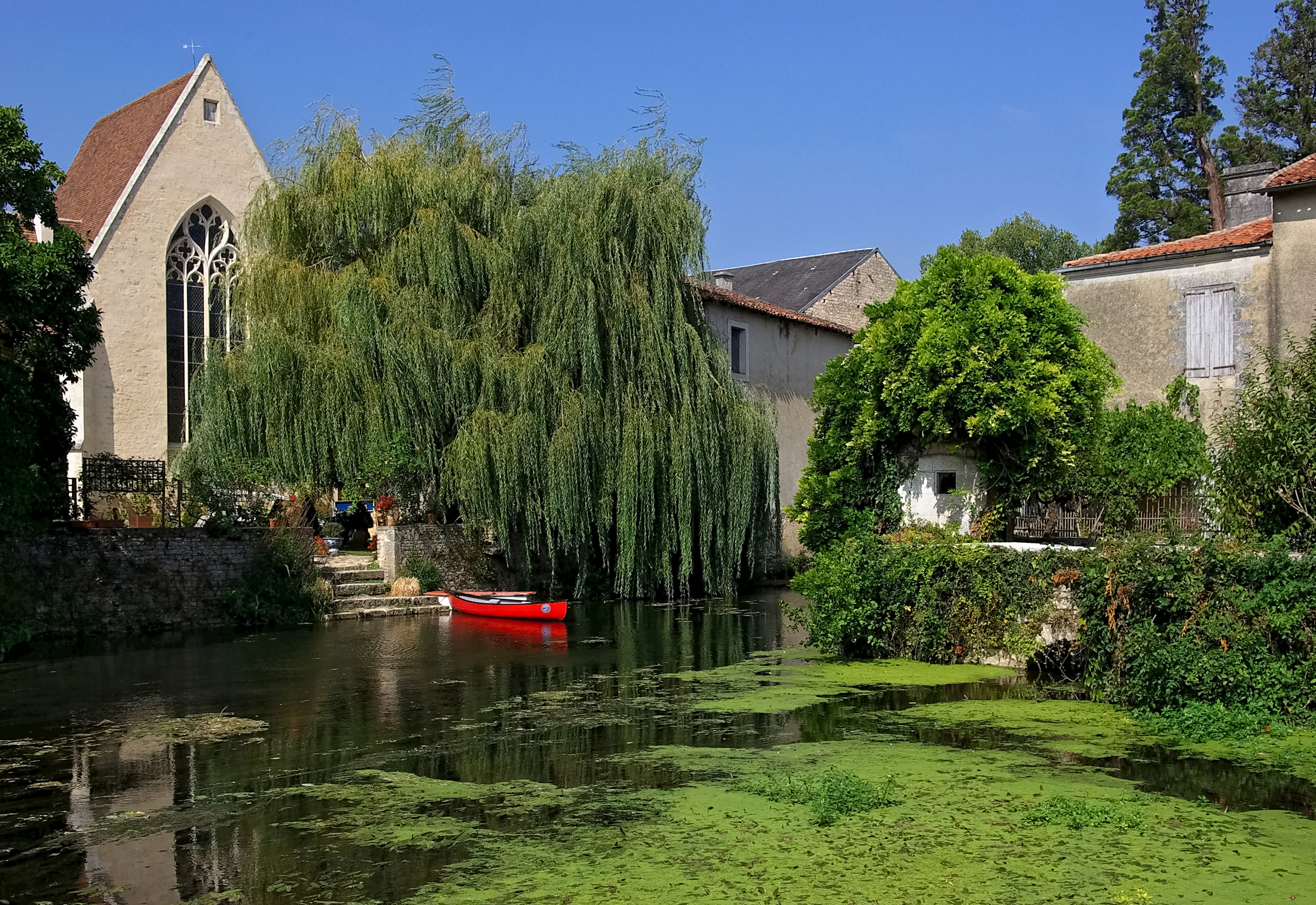
夏朗德河畔韦尔特伊
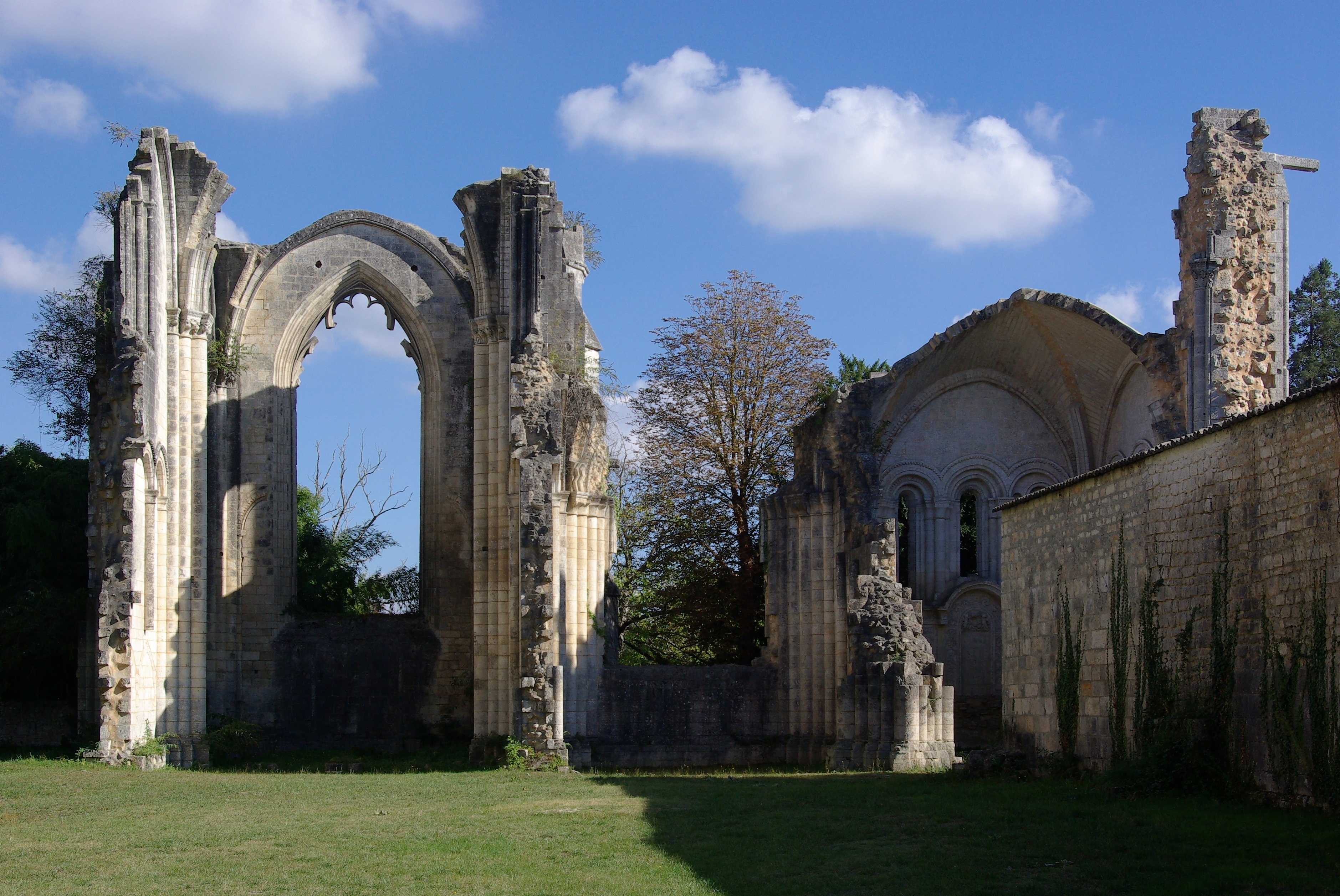
拉库罗讷
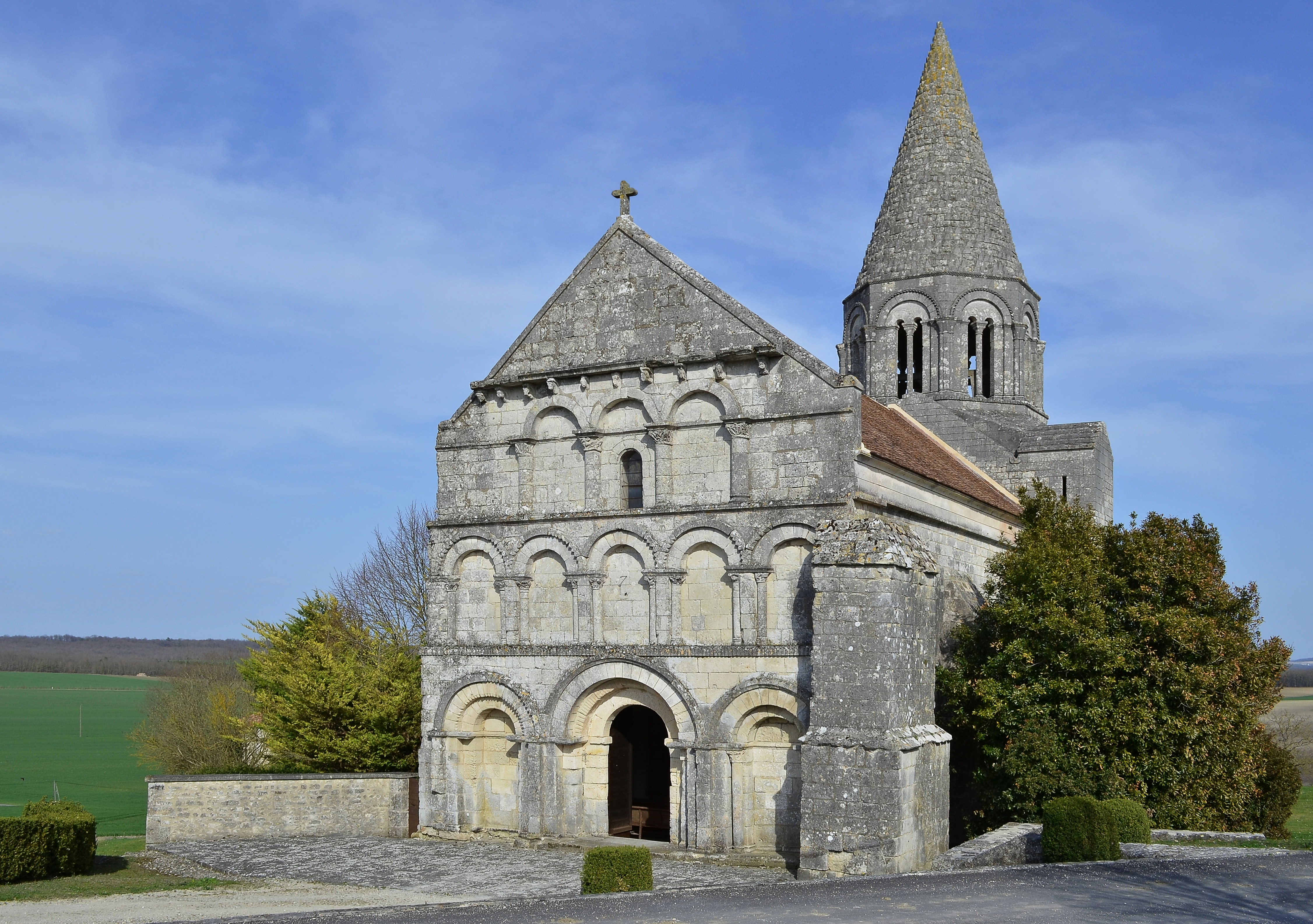
普拉萨克-鲁菲亚克
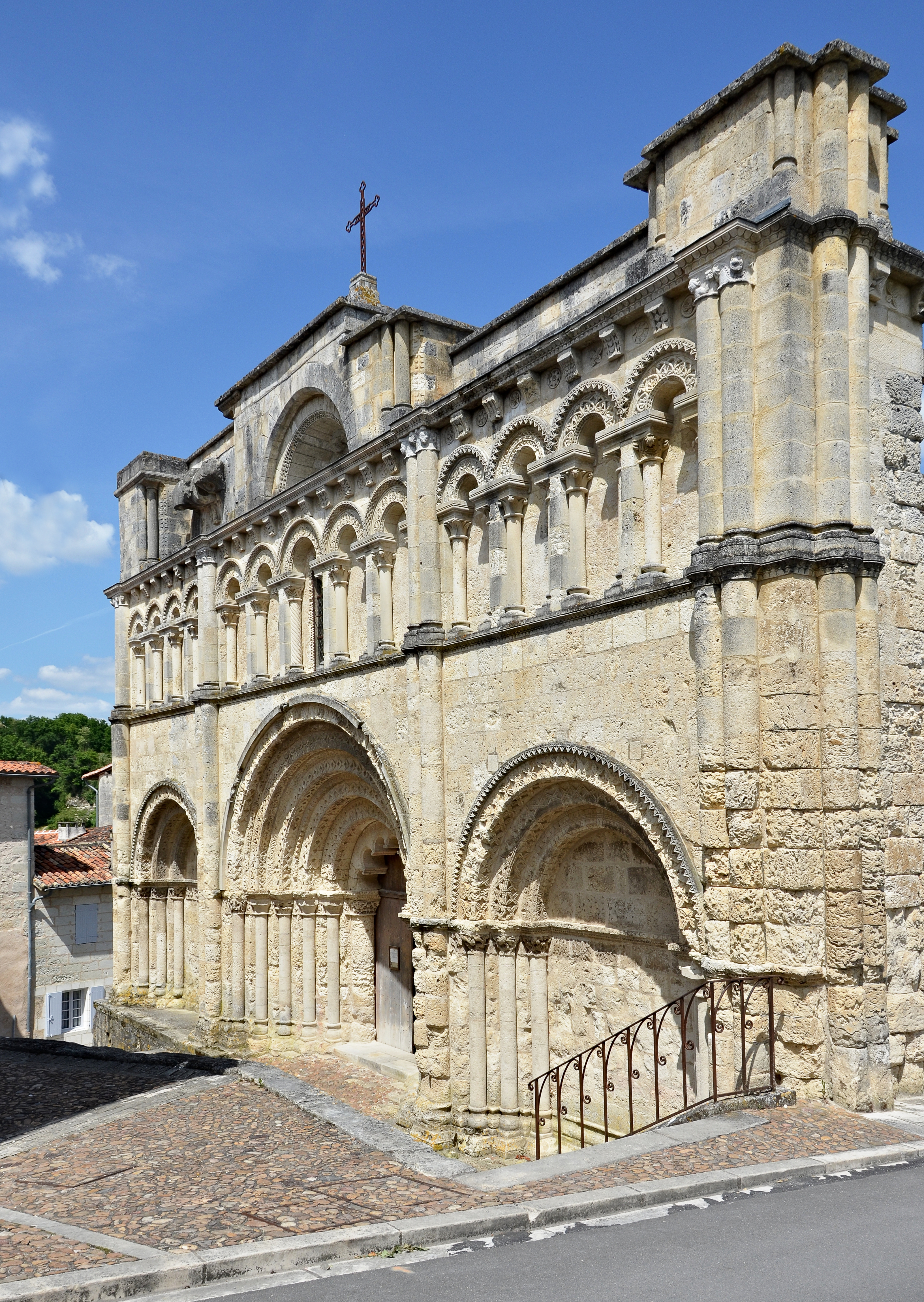
德罗讷河畔欧布泰尔圣雅克教堂（法语：Église Saint-Jacques d'Aubeterre-sur-Dronne）
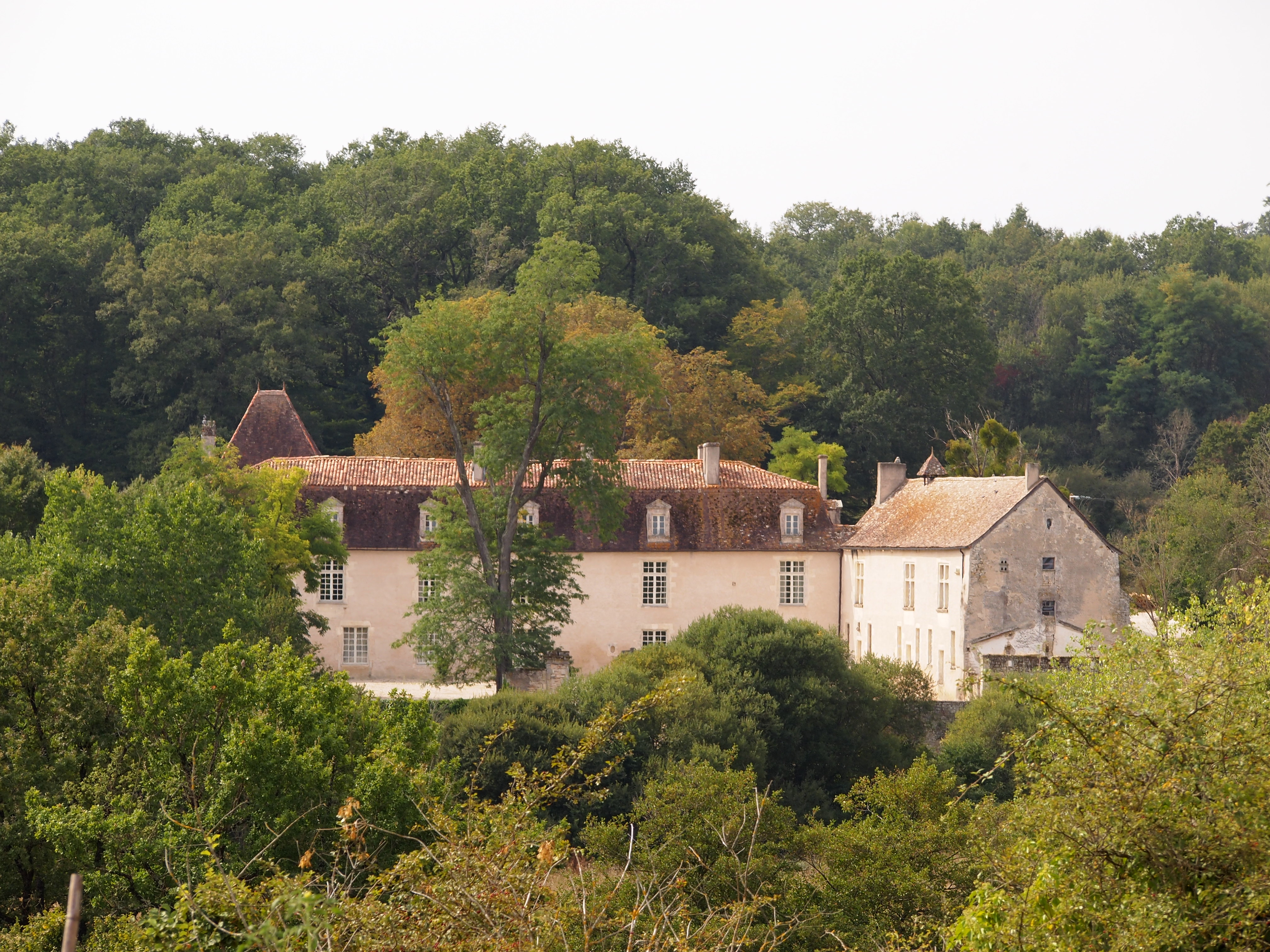
拉费城堡（英语：Château de la Faye (Deviat)）